# De Eendracht (Amsterdam)
De Eendracht is een Nederlandse polder, voorheen veenderij, in het westen van Amsterdam, de naam van een buurt in Geuzenveld en van een sportpark. Ook het nabijgelegen Eendrachtspark is hiernaar vernoemd.
Polder De Eendracht, gelegen ten zuiden van de Haarlemmerweg, behoorde tot de vroegere Osdorper Binnenpolder. Tussen 1920 en 1941 werd een deel uitgeveend door het bedrijf de Eendracht. In 1937-1941 werd de polder drooggelegd. De verkaveling in blokken was een proef voor de inrichting van de Noordoostpolder, die in 1942 werd drooggelegd. Het was aan het begin van de 21 eeuw een van de laatste akkers in Amsterdam. Dit deel is sinds 2009 ingericht tot een deel van de Tuinen van West.
Het oostelijke deel van de polder verdween in de jaren vijftig onder het zand voor de Tuinstad Geuzenveld. Aangrenzend kwam Sportpark de Eendracht met daarin onder andere rugby-, voetbal- en korfbalvelden. Voorts werden de volkstuinparken Tigeno, De Eendracht en het Nieuwe Bijenpark, met imkertuinen voor bijenhouders, in de polder ondergebracht.

## Nieuwbouwwijk 'De Eendracht'
Het noordoostelijke deel van het sportpark werd eind jaren tachtig opgeofferd voor woningbouw ten behoeve van een kleine nieuwbouwwijk 'De Eendracht' (buurt 10) ten westen van Geuzenveld. De eerste woningen werden begin jaren negentig opgeleverd op de plaats van een deel van de voormalige sportvelden. De wijk werd ontsloten vanuit de Aalbersestraat door de in het verlengde van de Cornelis Outshoornstraat gelegen J.M. den Uylstraat, op de plek van het oostelijke deel van de Tom Schreursweg, en door de in het verlengde van de 
Sam van Houtenstraat liggende Gerda Brautigamstraat. De straten zijn hier vernoemd naar Nederlandse politici uit de 20e eeuw, waaronder Joop den Uyl.
Aan de zuidkant ligt het park de Kuil, een ecologisch park dat doorkruist wordt door wandel- en fietspaden.

### Openbaar vervoer
Bus 21 werd in 1990 door de wijk verlegd en gaf een verbinding met het centrum van Amsterdam. Aanvankelijk alleen heen en weer door de J.M. den Uylstraat, maar sinds 1991 reed de bus een lus door de wijk. Ook bus 192 reed van 2002-2011 deze lus. Na in 2014 wegens wegwerkzaamheden te zijn ingekort tot het einde van de J.M. den Uylstraat werd op 17 juli 2015 de lijn weer rechtgetrokken via de Aalbersestraat en verloor de wijk haar openbaar vervoer. 
Op 2 maart 2025 keerde na bijna 10 jaar afwezigheid bus 21 terug in de wijk. Het betreft de helft van de ritten, de andere helft blijft de huidige route rijden, die rijden naar een standplaats aan het einde van de J.M. Den Uylstraat met keermogelijkheid. De verkeersdrempels in de straat zijn  geschikt gemaakt voor gebruik door gelede elektrische bussen. Omdat de de Bok de Korverweg en Gerda Brautingamstraat zijn ingericht als erfontsluitingsweg is terugkeer daar niet mogelijk.

## Sportpark De Eendracht
Sportpark De Eendracht herbergt sinds 1997 het Nationaal Rugby Centrum Amsterdam, waar onder meer het bondsbureau van de Nederlandse Rugby Bond gevestigd is. Van de rugbyvelden wordt ook gebruikgemaakt door ASRV Ascrum en AAC.
De voetbalvelden in het sportpark worden bespeeld door SC Eendracht '82, ASV De Germaan, SV Nieuw-West United, P en T, SV Parkstad en AC Atletico. De Eendracht herbergt daarnaast American Football, Australian Football, Beachvolleybal, Fitness, Survivalrun, Cricket, Handbal, Tennis, Kaatsen, Padel, Klimmen en Hardlopen voor visueel beperkten.
Tegenwoordig herbergt het sportpark het hypermoderne sportverzamelgebouw Spark United tegenover het Nationaal Rugby Centrum Amsterdam. Meerdere sportverenigingen maken hier gebruik van. Er is ook een tribune in het gebouw, maar kleiner dan bij het NRCA. Het gebouw wordt ook gebruikt als dependance van ROC-Top.

## Eendrachtspark
Het Eendrachtspark werd aangelegd in de jaren zestig en ligt tussen Geuzenveld en Slotermeer in en niet bij de woonwijk en sportpark. In 1990 werd het park ingedeeld bij stadsdeel Geuzenveld-Slotermeer, sinds 2010 Nieuw-West. Vanaf 2005 onderging het park een grote opknapbeurt. In het park bevinden zich de volgende kunstwerken.

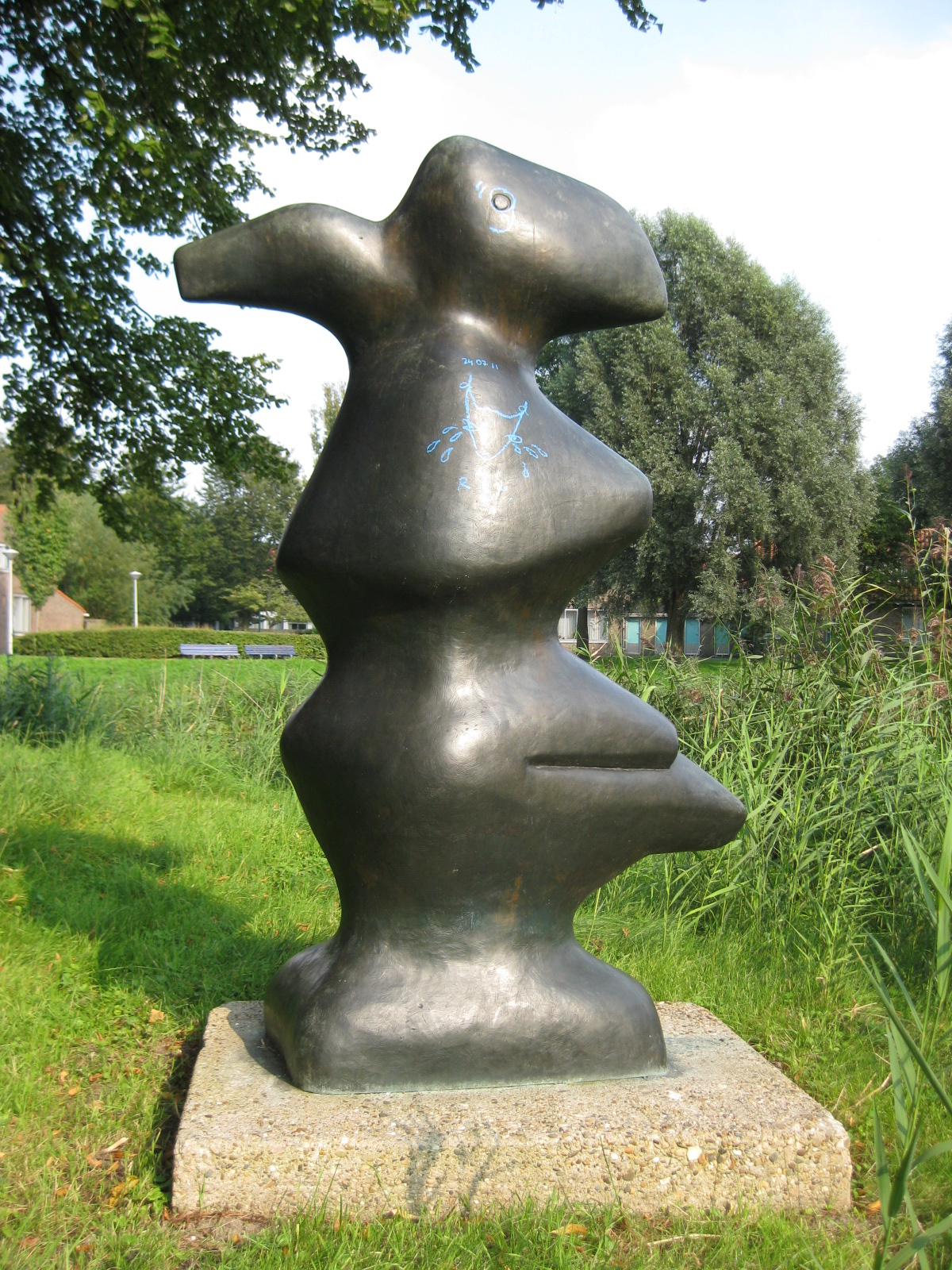
Vogelgod van Leo Braat uit 1971
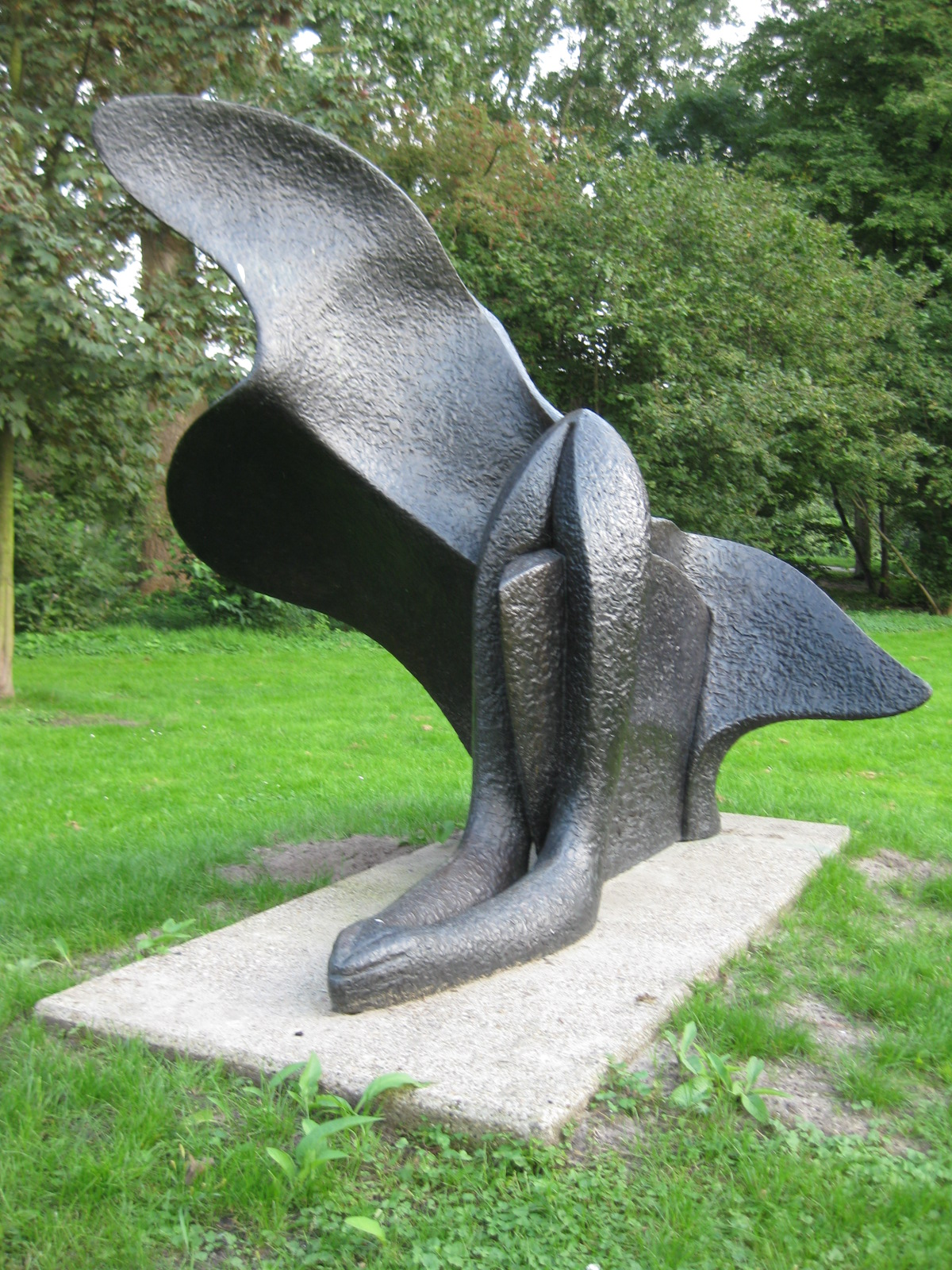
Love Sfinx van Carel Kneulman uit 1974
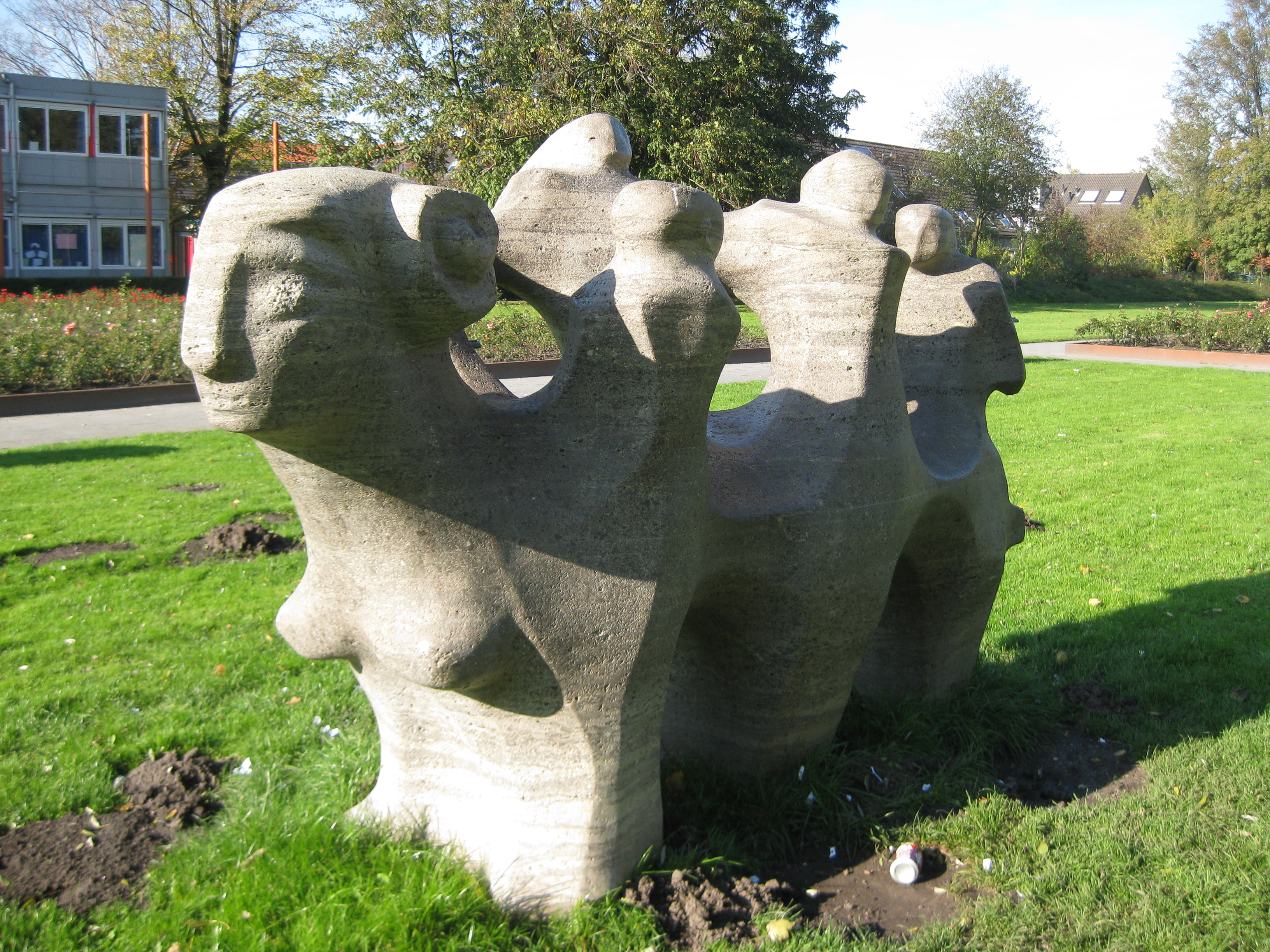
Beest van Nel van Lith uit 1947
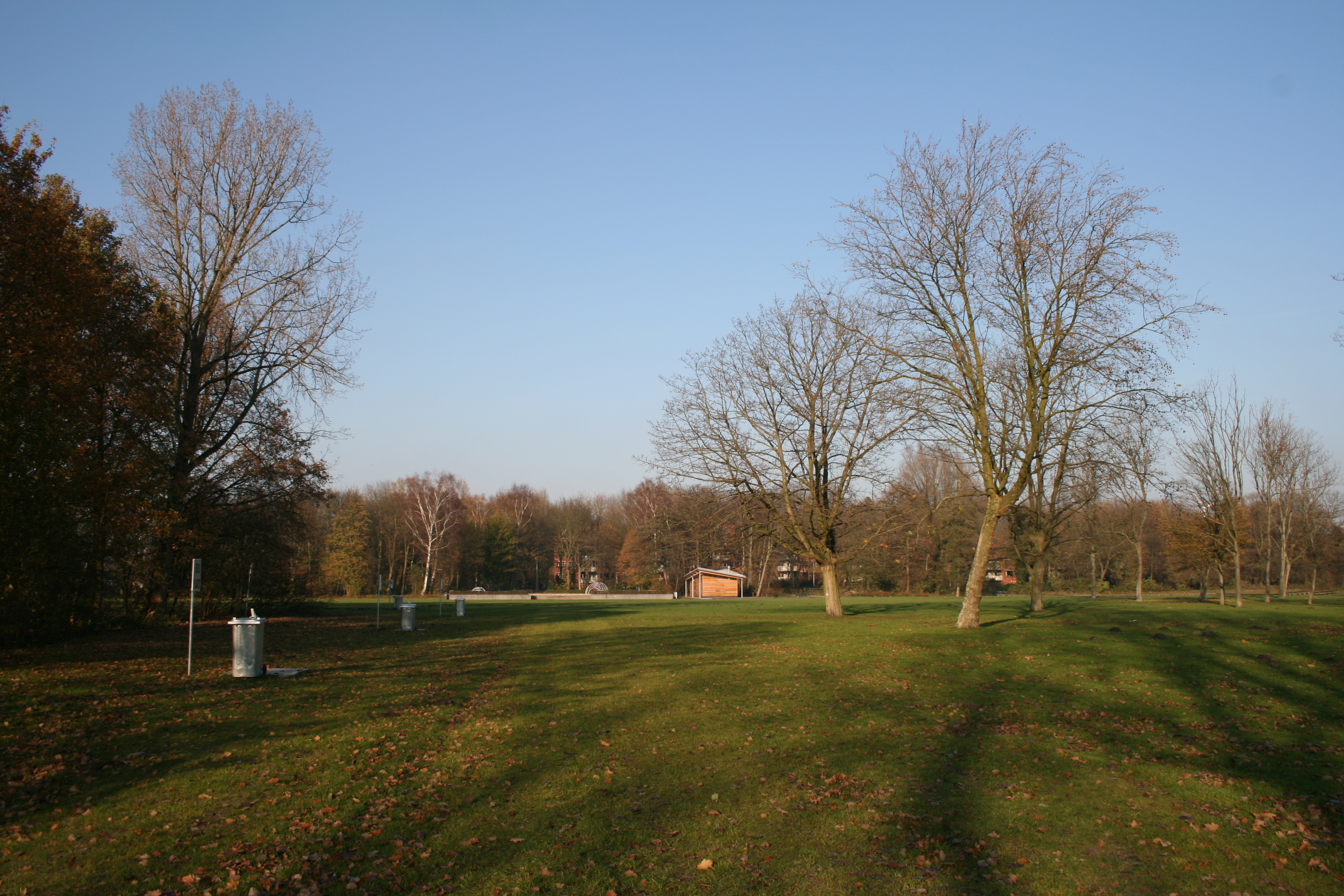
Eendrachtspark